# 茨城県立古河第三高等学校
茨城県立古河第三高等学校（いばらきけんりつこがだいさんこうとうがっこう）は、茨城県古河市に所在する県立高等学校。

## 設置学科
- 普通科

## 概要

### 校訓・校風
- 自立・敬愛・創造（1970年制定）

### クラス編成
- 1年次は科目別に基礎知識を履修し、2年次に文系・理系のコース分けをする。
- 3年次には、文系I類（私立文系大学への進学希望者）、文系II類（国公立文系大学への進学希望者）、理系I類（数学IIIを履修しない生徒のためのコース。農学・生物・看護系の大学進学者向け）、理系II類（数学IIIを履修する必要がある大学へ進学希望している生徒のためのコース。医・薬・理学・工学系の大学進学者向け）に分かれる。

### 進路・その他
- 平成27年度の大学入試において、国公立大学合格者数が創立以来最多の71人となる。

## 沿革
- 1969年4月10日 - 開校。第1回入学式挙行。普通科と理数科を設置。
- 1969年7月5日 - 開校式挙行。
- 2001年3月31日 - 理数科を閉科。
- 2009年11月7日 - 創立40周年記念式典。

## 学校関係者

### 著名な卒業生
- 渡辺徹（俳優）
- 樋口真嗣（特技監督・映画監督）
- 針谷力（古河市長）
- 神風英男（元衆議院議員）
- 橋本正裕（境町長）
- 宮宗紫野（将棋女流棋士）
- 高崎寛之（Jリーガー、FC岐阜）
- 遠藤達哉（漫画家）
- 山本ヤマト（イラストレーター）
- あおきさやか（声優）
- 宮本貴奈（ピアニスト、作曲家）
- 大野智子（福島中央テレビアナウンサー）[要出典]
- 古谷勝則（千葉大学教授）
- 佐怒賀正美（俳人、編集者）
- 遠藤勝信（東京女子大学教授）
- 吉来駿作（小説家）

## 基礎データ

### アクセス
- JR東北本線栗橋駅より徒歩約50分。
- JR東北本線古河駅より徒歩約60分（自転車では約20分）。
- スクールバス3系統のほか、古河駅からのシャトルバス（乗車約10分）も運行されている。
- 古河駅または栗橋駅より、古河市「ぐるりん号」南コース「古河三高」下車。
- 古河駅西口から、古河市「ぐるりん号」南コース「けやき平公園前」下車。（およそ30分）

## その他

### 過労死
1991年5月9日、校内球技会の試合中に男性教諭が心疾患で死亡。1995年2月25日に公務災害認定。
「大林先生はなぜ死んだか ―一高校教師がたどった「過労死」への道 」村田 有 (著) 高文研 (1993/12) ISBN 4874981437